# Frederick William Beechey
Frederick William Beechey (17. února 1796 – 29. listopadu 1856) byl anglický námořní důstojník, polární objevitel, hydrograf a malíř.

## Život
Pocházel z umělecky založené rodiny. Jeho otcem byl významný malíř tehdejší doby sir William Beechey, matka se jmenovala Anne Beechey, přičemž ta se též věnovala malířství. Malířem byli též jeho bratři: George Duncan Beechey (1798–1852), Henry William Beechey (1788/89–1862) a Richard Brydges Beechey (1808–1895).
Frederick William Beechey neměl řádné vzdělání, ale pravděpodobně byl vzděláván v prostředí své rodiny. Ve věku 10 let byl přijat do Britského královského námořnictva, a to pod dohledem hraběte ze St Vincent, prvního lorda admirality. Dne 8. ledna 1807 získal hodnost námořníka. Sloužil na řadě lodí, v lednu 1815 se účastnil bitvy u New Orleans. Jako uznání za tuto službu byl dne 10. března 1815 povýšen do hodnosti poručíka.
V roce 1818 byl Beechey jmenován jako zástupce Johna Franklina na lodi HMS Trent v expedici kapitána Davida Buchana. Cílem výpravy bylo najít severozápadní průjezd. V letech 1818–1820 sloužil pod velením Williama Parryho na lodi HMS Hecla, cílem bylo plout k Melvillovu ostrovu v Arktidě. Na tomto ostrově přezimovali a Beechey provedl vědecká pozorování a kresby a náčrty arktické krajiny (26 z nich bylo v roce 1821 publikováno v Parryho pojednání pod názvem Journal of a voyage for the discovery of a north-west passage). V letech 1821–1822 se účastnil, spolu se svým bratrem Henrym Williamem Beecheym, expedice k severnímu pobřeží Afriky. V lednu 1822 byl povýšen do hodnosti komandéra.

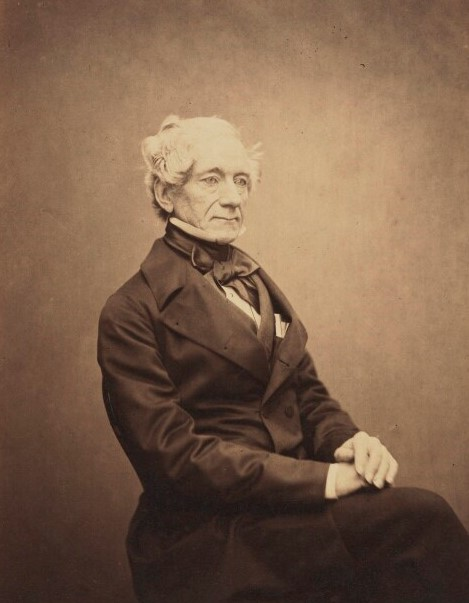
Fotografie Fredericka Williama Beecheyho z roku 1855

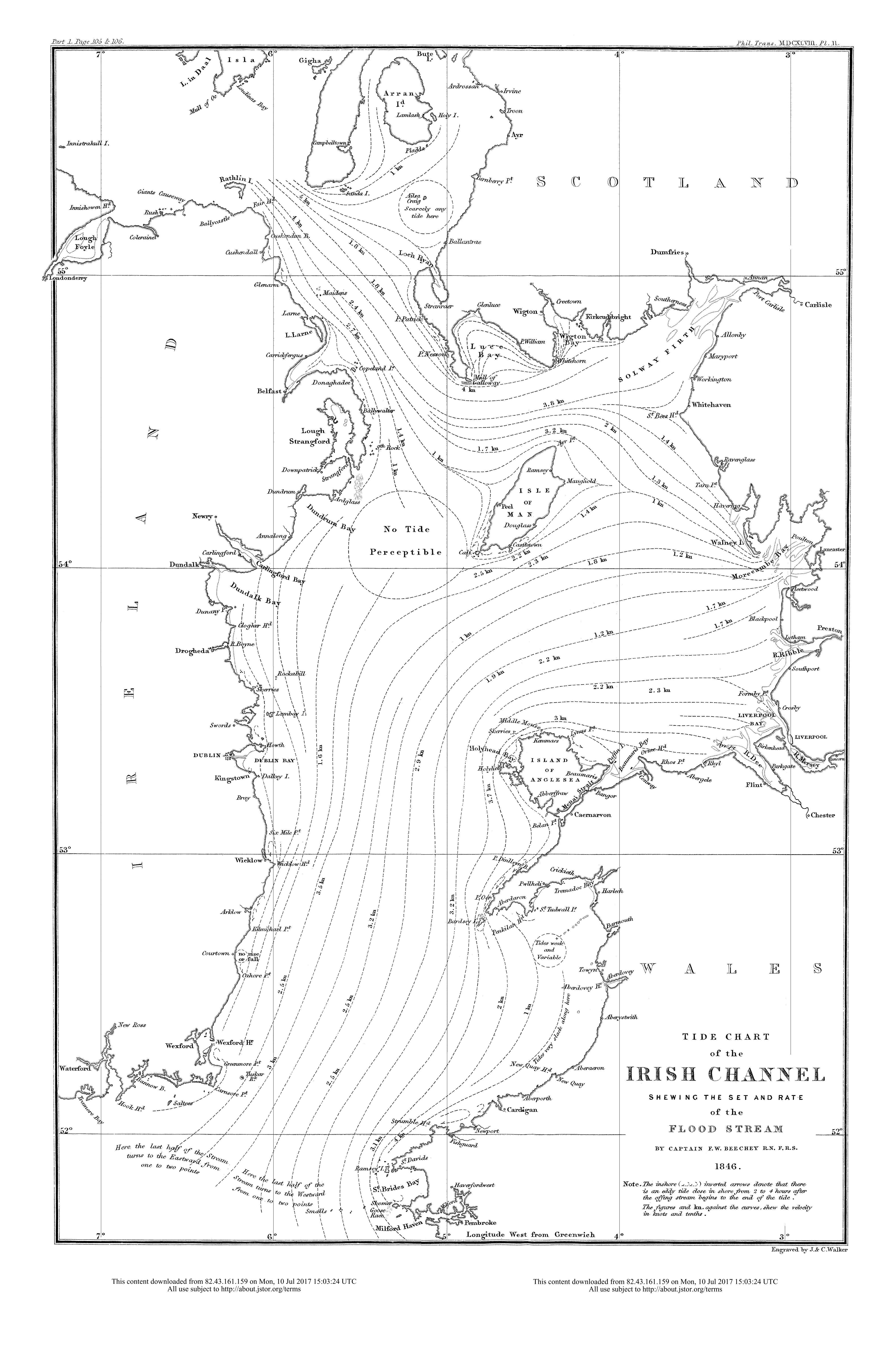
Graf přílivu Severního průlivu vytvořený F. W. Beecheym z roku 1848

Dne 23. prosince 1824 byl zvolen členem Královské společnosti. V roce 1825 byl jmenován velitelem lodi HMS Blossom a instruován admiralitou prozkoumat nezmapované oblasti Tichého oceánu a proplout Beringovým průlivem.
V letech 1835–1836 dostal za úkol prozkoumat pobřeží Jižní Ameriky; v letech 1837–1847 prováděl stejnou práci u pobřeží Irska a v Severním moři a v Lamanšském průlivu.
V roce 1850 byl jmenován vedoucím námořního odboru Obchodní rady (anglicky Marine Department of the Board of Trade); tuto funkci zastával až do své smrti. Byl jmenován členem Arktické rady, jejímž cílem bylo pomoci najít ztracenou Franklinovu expedici.
V roce 1854 byl povýšen do hodnosti kontradmirála, následující rok byl zvolen prezidentem Královské zeměpisné společnosti (anglicky Royal Geographical Society). Zemřel 29. listopadu 1856.

## Rodina
V roce 1828 se oženil s Charlotte Stapletonovou. Společně měli 5 dcer, jedna z nich, Frances Anne Hopkinsová, byla též malířka.

## Dílo
Beechey byl autorem, nebo se autorsky podílel na několika publikacích s tematikou polárních expedicí, např.:
- A voyage of discovery towards the North Pole (1843)[5]
- The zoology of Captain Beechey's voyage (1839)[6]

Originály Beecheyho maleb a kreseb jsou uschovány v řadě institucí, např.: Arctic Institute of North America (Calgary), The National Maritime Museum (Londýn), Scott Polar Research Institute (Cambridge) nebo archivy hydrografického oddělení britského ministerstva obrany.

## Pojmenování
Po Fredericku Williamu Beecheym je pojmenováno několik geografických míst, např.:
- Beecheyho ostrov (anglicky Beechey Island), jedná se o ostrov, který se nachází v kanadském arktickém souostroví. Ostrov byl v roce 1819 objeven Frederickem Williamem Beecheym na expedici Williama Parryho; ten jej pojmenoval po jeho otci – malíři Williamovi Beecheym.[3]
- Jezero Beechey (anglicky Lake Beechey), jezero, které se nachází v oblasti Nunavut v Kanadě.
- Beechey Point na Aljašce.[7]